# 费尔代布勒
费尔代布勒，是匈牙利赫维什州所辖的一个村。总面积26.52平方公里，总人口1069，人口密度40.3人/平方公里（2011年1月1日）。